# Escola Sant Pau
L'Escola Sant Pau és una escola d'Educació Infantil i Primària de caràcter públic al centre de la ciutat de Figueres. L'escola es va obrir l'any 1933, després de set anys d'obres. Aquest té una estructura singular, ja que està format per dos edificis simètrics units per un annex de construcció més recent. És un edifici que forma part de l'Inventari del Patrimoni Arquitectònic de Catalunya.

## Descripció
Edifici situat al centre històric de la ciutat. Es tracta d'un edifici exempt voltat de patis, jardins i camps d'esport, que originàriament estava dividit en dues ales (una de nois i una de noies) que més tard (any 1968) es varen unir per un cos central. La façana principal presenta al primer pis s'obre a una gran terrassa (originàriament coberta per rosers) i el segon a balcons sostinguts per mènsules, amb balustrada i pilars. La façana s'ordena a partir d'uns cossos sobresortits que tallen la galeria a nivell del segon pis i que donen relleu al conjunt. La façana posterior segueix la mateixa ordenació sense terrasses ni galeries. Coberta a dues vessants, de teules amb cornisa dentelada amb motllures.

## Història
L'any 1919 a instància de l'Ajuntament, la Mancomunitat condeix un crèdit per construir la nova escola de Figueres. Els fets polítics (cop d'estat, etc.) en van endarrerir la construcció. L'any 1925 el govern central aprova un nou crèdit, i comencen les obres. Els canvis polítics, instauració de la república, ajorna l'acabament de l'edifici fins al 1932. L'escola s'inaugura el 14 d'abril de 1933. Els plans són dels anys 1925-1930. Durant la Guerra Civil va ser convertida en acadèmia i hospital militar.